# Bachureň (hora)
Bachureň (polsky Bachureń, 1081 m n. m.) je nejvyšším bodem stejnojmenného pohoří. Nachází se nad vsí Renčišov asi 15 km severovýchodně od Spišského Podhradie a 13 km západně od Sabinova na hranici mezi okresy Levoča a Sabinov (Prešovský kraj). Na jihu je hora oddělena sedlem Bachureň od vrcholu Magura (1063 m n. m.), na severozápadě ji s vrcholem Žliabky (1 028 m) spojuje lesnatý hřbet. Na západních svazích pramení Čierny močiar, na jihovýchodních Renčišovský potok a na severovýchodních Malá Svinka. Z vrcholu je za dobrých podmínek vidět Čergov, Slanské vrchy, Levočské vrchy, Branisko a Vysoké Tatry.

## Přístup
- po zelené  turistické značce ze sedla Bachureň nebo ze Sedla pod Marduňou, značka podchází vrchol po západní straně, poslední úsek neznačen